# Татаева, Лариса
Лариса Татаева — советская пловчиха, неоднократная чемпионка России, член сборной команды СНГ, мастер спорта СССР, выпускница Чечено-Ингушского государственного педагогического института.
Была пятикратной чемпионкой РСФСР среди школьников. В 1986 году стала бронзовым призёром первенства Юга России, а в 1987 году — чемпионкой РСФСР и обладательницей двух золотых наград на Всесоюзной Универсиаде. В апреле 1991 года в Самаре стала чемпионкой Х Спартакиады народов РСФСР. В том же году в составе сборной СНГ выступила на Кубке мира по плаванию, проходившем в Ленинграде, где заняла пятое место.